# 谷伍平
谷 伍平（たに ごへい、1916年（大正5年）10月1日 - 2007年（平成19年）6月20日）は、日本の政治家、官僚。北九州市長（1967年～1987年）で、福岡県直方市出身。

## 来歴
福岡県立鞍手中学校(旧制鞍手中､現在の福岡県立鞍手高等学校)､旧制福岡高等学校を経て、東京帝国大学法学部卒業後、鉄道省入省。
1939年（昭和14年）短期現役海軍主計科士官（2期）を志願。同年5月、海軍経理学校に入学し海軍主計中尉に任官。同年9月に卒業。伊勢に配属。古鷹庶務主任、八重山主計長、東港海軍航空隊主計長を歴任。1941年（昭和16年）5月、主計大尉に昇進し、1942年（昭和17年）11月、予備役に編入された。
その後、日本国有鉄道門司鉄道管理局長、東海道新幹線支社長など歴任。
1967年（昭和42年）2月23日に行われた北九州市長選挙に、自民党・民社党両党の推薦を受けて立候補。現職は革新系の吉田法晴であり、当初接戦が予想されていたが、産業界の支援も受けていた谷は約7万票の差をつけて当選した。このときの選挙結果について、当時の佐藤栄作首相が「小差といはれたが結局七万前後で大勝」「勝つとは思ったがほんとに大勝」と日記に綴っている。3月1日に就任。以来5期20年にわたり北九州市長を務めた。
北九州市にとっては、この時期は産業構造の変化に伴う経済の低迷に苦しんだ時期に当たるが、政策としては公害の克服・都市インフラ整備・財政建て直しといったことに地道に取り組んでいる。なお、これらの課題については、次の末吉興一市長の下でも引き続き取り組まれることになった。

また、生活保護の不正受給の実態を知って激怒した谷は「生活保護は人を駄目にする」という持論を持つに至り、生活保護受給への基準を一層厳しくして引き締めを行い、（後に水際作戦と呼ばれる状態の）継続を断固徹底させており、これも末吉が引き継いで実行していた。
2007年（平成19年）6月20日、急性肺炎により入院していた北九州市内の病院で死去。90歳没。